# Boy George
Boy George se narodil jako George Allan O'Dowd (* 14. června 1961, Londýn, Spojené království). Boy George je britský zpěvák-skladatel, který je člen New romantic kapely Culture Club a vůbec new romantic vlny obecně. Proslavil se svým androgynním a silně excentrickým vzhledem. Do jeho repertoáru patří bílý soul, rhythm and blues-ovlivněný pop a reggae. V devadesátých letech minulého století se nechal ovlivnit glam rockem, převážně Iggy Popem a Davidem Bowiem. V letech 1989–1992 byl frontmanem nábožensky orientované kapely Jesus Loves You.
Mimo jiné byl také obviněn z napadení a omezování osobní svobody HIV pozitivního pracovníka eskortní pánské služby („prostitut“). Byl odsouzen na 15 měsíců vězení, ale po čtyřech měsících (11. května 2009) byl propuštěn za dobré chování.
K jeho zálibám patří DJing, psaní knih, design oblečení, textařství, fotografování.

## Dětství a mládí
Boy George se narodil 14. června 1961, jako George Alan O'Dowd v nemocnici Barnehurst v Kentu v Anglii a má čtyři bratry a jednu sestru. George byl následovníkem nového románského hnutí, které bylo v Británii na počátku 80. let populární. Žil v různých squatech kolem Warren street v centru Londýna. On a jeho kamarádka Marilyn dříve známá jako Peter Robinson byli pravidelně u Blitz, což je londýnský noční klub, který vedl Steve Strange a Rusty Egan. Popoví umělci, kteří ho inspirovali, byli Siouxsie and the Banshees, David Bowie, Roxy Music, Patti Smith a Marc Bolan z T. Rexe.

## Culture club
Boy George svým androgynní stylem oblékání upoutal pozornost hudebního podnikatele Malcolma McLarena (dříve manažera Sex Pistols), který ho oslovil, aby hrál se skupinou Bow Wow Wow. Jeho spolupráce začala pod jménem Lieutenant Lush, ale nakonec se ukázala jako problematická kvůli konfliktům s hlavní zpěvačkou Annabellou Lwinovou. George nakonec opustil skupinu a založil vlastní kapelu s baskytaristou Mikeym Craigem. Spojili je Jonem Mossem (který bubnoval s The Damned a Adam and the Ants) a pak kytaristou jménem Roy Hay. Kapelu tvořili zpěvák (George), Black-Britt (Craig), židovský bubeník (Moss) a etnický Angličan (Hay). Zvolili si jménu Culture Club, které mělo odkazovat na různý etnický původ členů.
Kapela nahrála demo, které financovala společnost EMI Records, ale společnost odmítla se pod demo podepsat. Společnost Virgin Records vyjádřila zájem podporovat skupinu ve Velké Británii a rozšíření desky do EU, zatímco společnost Epic Records zpracovala americkou a severoamerickou distribuci. Nahráli debutové album Kissing to Be Clever (UK č. 5, USA č. 14) a vydali ho v roce 1982. Jediný klip "Do You Want To Hurt Me?" se stal mezinárodním hithem, v desítkách zemí po celém světě a obsadil i TOP 10 v několika dalších zemích (US č. 2). Následovalo Top 5 hit "Time" v USA a Velké Británii a "I Tumble 4 Ya", která dosáhla US č. 9. To znamenalo že Culture Club je první skupinou od dob Beatles, která měla z debutového alba tři písně v Top 10 hitů v USA.
Jejich další album, Color By Numbers, bylo obrovským úspěchem, překonalo britské grafy a obsadilo pozici hitu č. 2 v USA. Skladba "Church of the Poison Mind" se stala hitem Top 10 a "Karma Chameleon" se stala mezinárodním hithem, vrcholícím v č. 1 v 16 zemích a v TOP 10 v dalších zemích. V USA dosáhla č. 1, kde zůstala tři týdny. Byl to nejprodávanější singl roku ve Spojeném království, kde strávil šest týdnů v č. 1. "Victims" and "It's a Miracle" byly dalšími TOP 5 hity v UK, zatímco "Miss Me Blind" dosáhla TOP 5 v USA.
Třetí album kapely Waking Up with the House on Fire (UK č. 2, USA č. 26) nebylo tak velkým hithem jako jeho předchůdci. Ačkoli první singl "The War Song" byl ve Velké Británii obsadil druhé příčky, další singly zdaleka nenaplnili očekávání.
George zazpíval jeden z nejvýznamnějších hlasů na mezinárodním hitu Band Aid "Do They Know It's Christmas".Výtěžek z písně byly darován na boj s hladomorem obětí v Africe během let 1984-1985, konkrétně v Etiopii. Na rozdíl od mnoha skupin podílejících na singlu, Culture club nevystupoval na Live Aid v červenci 1985.
V roce 1986 vystoupil George v hlavní roli v epizodě "Cowboy George" televizního seriálu The A-Team. V roce 1986 vydal Cultural Club své čtvrté album "From Luxury to Heartache" (UK No 10, US č. 32), které představovalo hitový singl "Move Away". Brzy na to se ale začaly na veřejnosti objevovat informace, že je George závislý na drogách. Byl zatčen v Británii kvůli držení marihuany. Kvůli jeho drogové zívislosti byla ovlivněna i tvorba posledních dvou alb skupiny, mezi členy kapely začalo docházet ke konfliktům, až se nakonec skupina rozpustila.
V roce 2006 se skupina rozhodla opět dát dohromady a vyrazit a turné, ale George se k nim odmítl připojit. V důsledku toho ho nahradili zpěvákem Samem Butcherem. George vyjádřil, že se to pro něj nebylo příjemné.
Dne 27. ledna 2011 George oznámil BBC, že se koná 30. Culture club.

## Sólová kariéra v osmdesátých letech
Po rozpuštění Culture club v roce 1986 se Boy George začal léčit ze své drogové závislosti a byla mu předepisována narkotika, aby mu pomohla překonat jeho závislost na heroinu. V roce 1987 George vydal první sólové album "SOLD", které získalo mírný úspěch v Evropě. V Americe album příliš úspěch nemělo. To mohlo být částečně způsobeno skutečností, že Georgovi bylo zakázáno americkými úřady, aby cestoval do Spojených států po dobu několika let kvůli problémům s drogami a jejich údajným prodejem. Proto album v Americe nemělo téměř žádnou propagaci, až nakonec propadlo až na dno žebříčků.

## Užívání drog a problémy se zákonem
Do konce osmdesátých let se George několik let potýkal s návykem na heroinu. Pokoušel se koncertovat i přes to, že byl pod vlivem drog. Odhodlaný zachránit život George, se jeho mladší bratr David objevil v britské národní televizi a diskutoval o Georgeově závislosti, kterou George v tuto dobu veřejně popíral. V roce 1986 byl Boy George zatčen za držení heroinu v rámci Culture club.
V roce 1986 byl klávesista Michael Rudetsky, který spoluvytvořil píseň Sexuality na albu Culture Club's From Luxury to Heartache, nalezen mrtvý. Zemřel na předávkování heroinem v domě George v Londýně. Jeho rodiče podali v Británii proti Georgeovi trestní oznámení za zabití a požadovali po Georgovi finanční odškodnění za smrt jejich syna. Proti Georgovi bylo zahájeno soudní řízení, během kterého mu ale nebylo nařízeno žádné finanční vyrovnání. Soudem mu byla nařízena léčba závislosti.
V roce 1995 Kirk Brandon žaloval George za urážku, když se domníval, že George se v Georgeově autobiografii zmínil o lásce mezi nimi, "Take It Like a Man". George vyhrál soudní proces a Brandonovi bylo uloženo zaplatit odškodnění ve výši 200 000 dolarů. Brandon vyhlásil bankrot, což vedlo k tomu, že Boy George zaplatil více než 20 000 liber na soudních poplatcích.
Dne 7. října 2005 byl George zatčen na Manhattanu kvůli podezření na držení kokainu při ohlášení vloupání. George popřel, že droga je jeho. U soudu dne 1. února 2006 byl trest za držení kokainu zrušen a George byl obviněn za falešné ohlášení vloupání. Byl odsouzen na pět dní občanské služby ( tzv. veřejných prací), a také mu soud uložil pokutu ve výši 1 000 USD a byl přihlášen do programu boje proti drogové závislosti. Dne 17. června 2006 manhattanský soudce vydal rozkaz k zatčení George poté, co se nezúčastnil soudně nařízené občanské služby. Georgův advokát informoval soud, že mu doporučil, aby se tam nedostavil. Dne 14. srpna 2006 George oznámil ministerstvu Sanitace v New Yorku svou veřejně prospěšnou činnost, kterou se nakonec sám rozhodl vykonávat.
Dne 5. prosince 2008 byl ve městě Snaresbrook Crown Court v Londýně odsouzen za únos a uvěznění Auduna Carlsena, který zpočátku měl zájem o fotografování s Georgem, ale na jejich příští schůzce ho George připoutal ke zdi, způsobil mu trauma a fyzicky mu ublížil. George se na obranu přiznal k dlouhodobému užívání drog jako zmírňujícího faktoru svého činu. Dne 16. ledna 2009 byl George odsouzen na 15 měsíců odnětí svobody. George byl zpočátku uvězněn u věznici HM Pentonville, ale poté byl přemístěn do věznice HM Highpoint North. Byl předčasně propuštěn po čtyřech měsících za dobré chování a to dne 11. května 2009. George byl nucen nosit elektronický sledovací náramek na kotníku a dodržovat domácí vězení po další část doby svého trestu.
Dne 23. prosince 2009 George požádal o to, aby mohl vystoupit na finálním vystoupení série Celebrity Big Brother. Jeho žádost ale odmítla probační služba. Richard Clayton QC, který zastupuje Probační službu, uvedl, že účast George by znamenala "vysokou míru rizika" pro reputaci akce. Clayton tvrdil, že by Georgova účast mohla v lidech vyvolat ztrátu důvěry k soudnímu systému.
V roce 2012 si Boy George se přihlásí k nichirenskému buddhismu a nazpívá "Namu Myōhō Renge Kyō", kde děkuje za svou nově objevenou duchovní sílu, aby zůstal střízlivý.

## Sexuální orientace
Když byl Boy George ještě v kapele Culture Club a byl nápadný svým androgynním vzhledem, spekulovalo se hodně o jeho sexualitě. Když se George na jeho sexuální orientaci ptali, u Barbary Waltersové odpověděl, že je bisexuál. Mimo jiné Boy George řekl často citovanou větu, že před sexem dává přednost „dobrému šálku čaje“. V roce 2006 řekl, že je „bojovně gay“; v roce 2008 pak v dokumentu vyprávěl o tom, jak si svou sexuální orientaci poprvé uvědomil a jak o ní řekl svým rodičům.

## Diskografie
- Sold (1987)
- Tense Nervous Headache (1988)
- Boyfriend (1989)
- The Martyr Mantras (1991)
- Cheapness and Beauty (1995)
- The Unrecoupable One Man Bandit (1998)
- U Can Never B2 Straight (2002)
- Ordinary Alien (2010)
- This Is What I Do (2013)